# Guido Rampini
Guido Rampini (Pinerolo, 16 maggio 1898 – Bergamo, 8 marzo 1945) è stato un militare e partigiano italiano, medaglia d'oro al valor militare alla memoria.

## Biografia

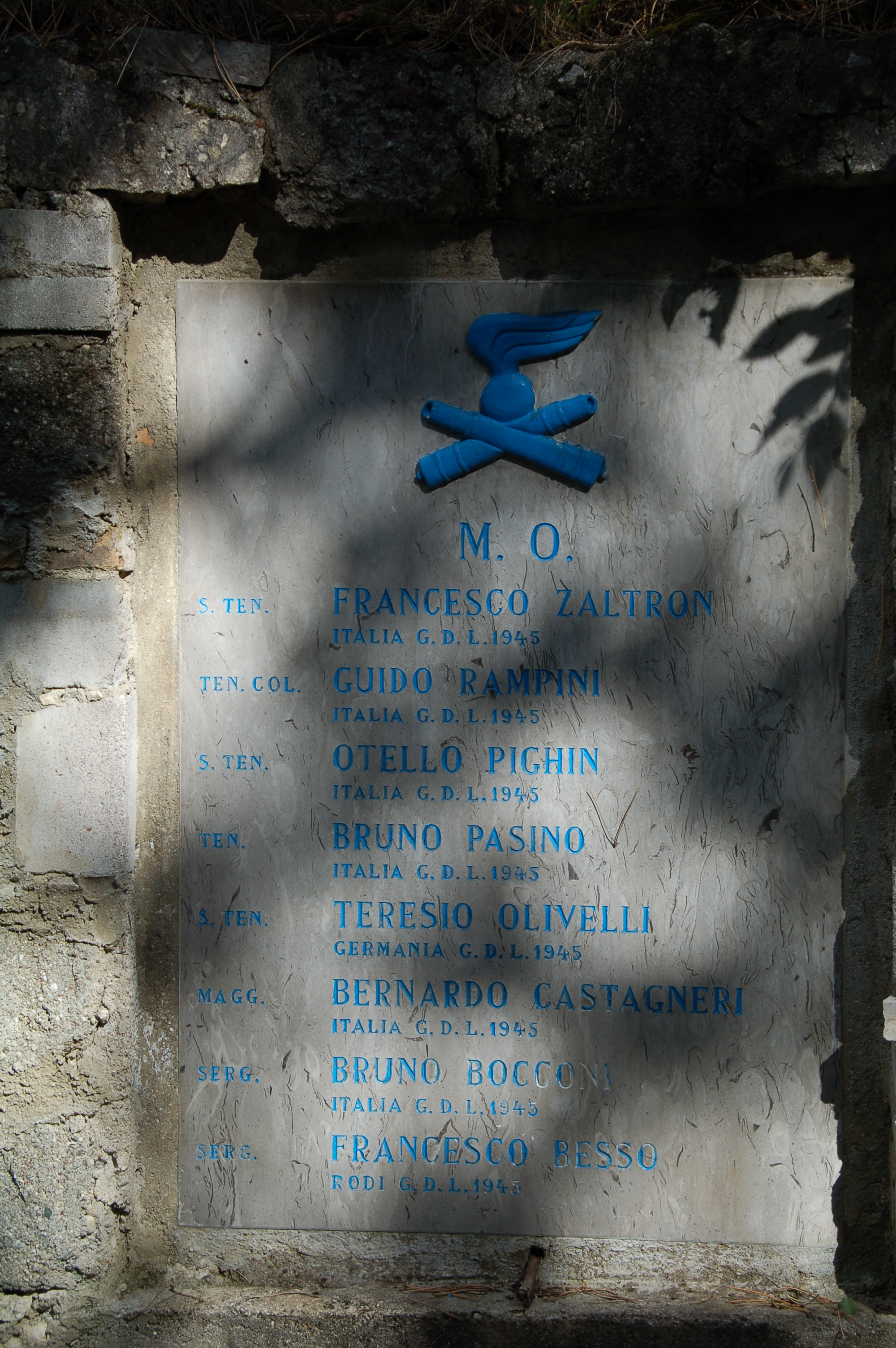
Lapide in memoria di Rampini e altri partigiani a Rovereto

Tenente colonnello d'artiglieria in servizio di Stato Maggiore. All'età di diciannove anni aveva partecipato alla prima guerra mondiale e si era quindi dato alla carriera militare. Dopo tre anni di servizio in Somalia, tra il 1923 e il 1926, aveva fatto l'insegnante nella scuola allievi ufficiali dell'esercito albanese. La guerra di Spagna lo vede capitano, addetto al Comando della Divisione fascista "Frecce azzurre".
Tra il 1939 e il 1941, l'ufficiale fa parte del Servizio informazioni presso lo Stato Maggiore dell'Esercito e nel 1942, col grado di tenente colonnello, è in Russia, sempre al Servizio informazioni. Anche quando, nel 1943, rientra in Italia gli è assegnata la direzione dell'Ufficio informazioni del Comando del Corpo di Stato Maggiore. Al momento dell'armistizio, Rampini si trova a Padova e nel marasma generale decide di utilizzare le sue conoscenze di intelligence a sostegno della Resistenza.
Si sposta a Torino e qui organizza un'efficiente rete informativa in collegamento con gli Alleati. Ma l'ufficiale viene tradito. Arrestato, Rampini è prima deportato in Germania, poi incarcerato in Italia e sottoposto a stringenti interrogatori, ma non rivela nulla dell'organizzazione. È fucilato nella caserma "Seriate" di Bergamo, un mese e mezzo prima della Liberazione.

## Onorificenze
Una lapide a Rovereto lo ricorda insieme a Francesco Besso, Otello Pighin, Bruno Pasino, Teresio Olivelli, Bernardo Castagneri, Bruno Bocconi e Francesco Zaltron.